# Феърбанкс
Феърбанкс (на английски: Fairbanks) е град в щата Аляска, САЩ. Населението му е 31 644 жители (по приблизителна оценка за 2017 г.), което го прави 2-ри по население в Аляска. Общата му площ е 84,60 km². Намира се на 137 метра надморска височина. Получава статут на град на 10 ноември 1903 г. Пощенските (ZIP) кодове са 99701, 99702, 99703, 99705, 99706, 99707, 99708, 99709, 99710, 99711, 99712, 99714, 99716, 99767, 99775, 99790, а телефонния – 907.
Във Феърбанкс се намира най-голямото непрекъсваемо захранване (UPS) в света, което е цели 46 мегавата. В случай на прекъсване на електрозахранването, UPS-ът може да захранва целият град и съседните населени места до 7 минути, което е достатъчно време за задействане на резервните дизел генератори и възстановяване на захранването.